# Saint-Hilaire-du-Bois, Gironde
Saint-Hilaire-du-Bois är en kommun i departementet Gironde i regionen Nouvelle-Aquitaine i sydvästra Frankrike. Kommunen ligger i kantonen Sauveterre-de-Guyenne som tillhör arrondissementet Langon. År 2022 hade Saint-Hilaire-du-Bois 80 invånare.

## Befolkningsutveckling
Antalet invånare i kommunen Saint-Hilaire-du-Bois
Referens:INSEE